# Luffar-miljonären på 5:e avenyn
Luffar-miljonären på 5:e avenyn (engelska: It Happened on Fifth Avenue) är en amerikansk komedifilm från 1947 i regi av Roy Del Ruth. I huvudrollerna ses Don DeFore och Ann Harding. Filmen nominerades till en Oscar i kategorin bästa berättelse.

## Handling
En hemlös man i New York börjar använda en stor residens som bostad medan ägarna är borta på semester. Han bjuder även in flera av sina hemlösa vänner dit.

## Rollista
- Don DeFore - Jim Bullock
- Ann Harding - Mary O'Connor
- Charles Ruggles - Michael J. 'Mike' O'Connor
- Victor Moore - Aloysius T. McKeever
- Gale Storm - Trudy O'Connor
- Grant Mitchell - Farrow
- Edward Brophy - Cecil Felton
- Alan Hale Jr. - Whitey Temple